# Castelo de Chillon

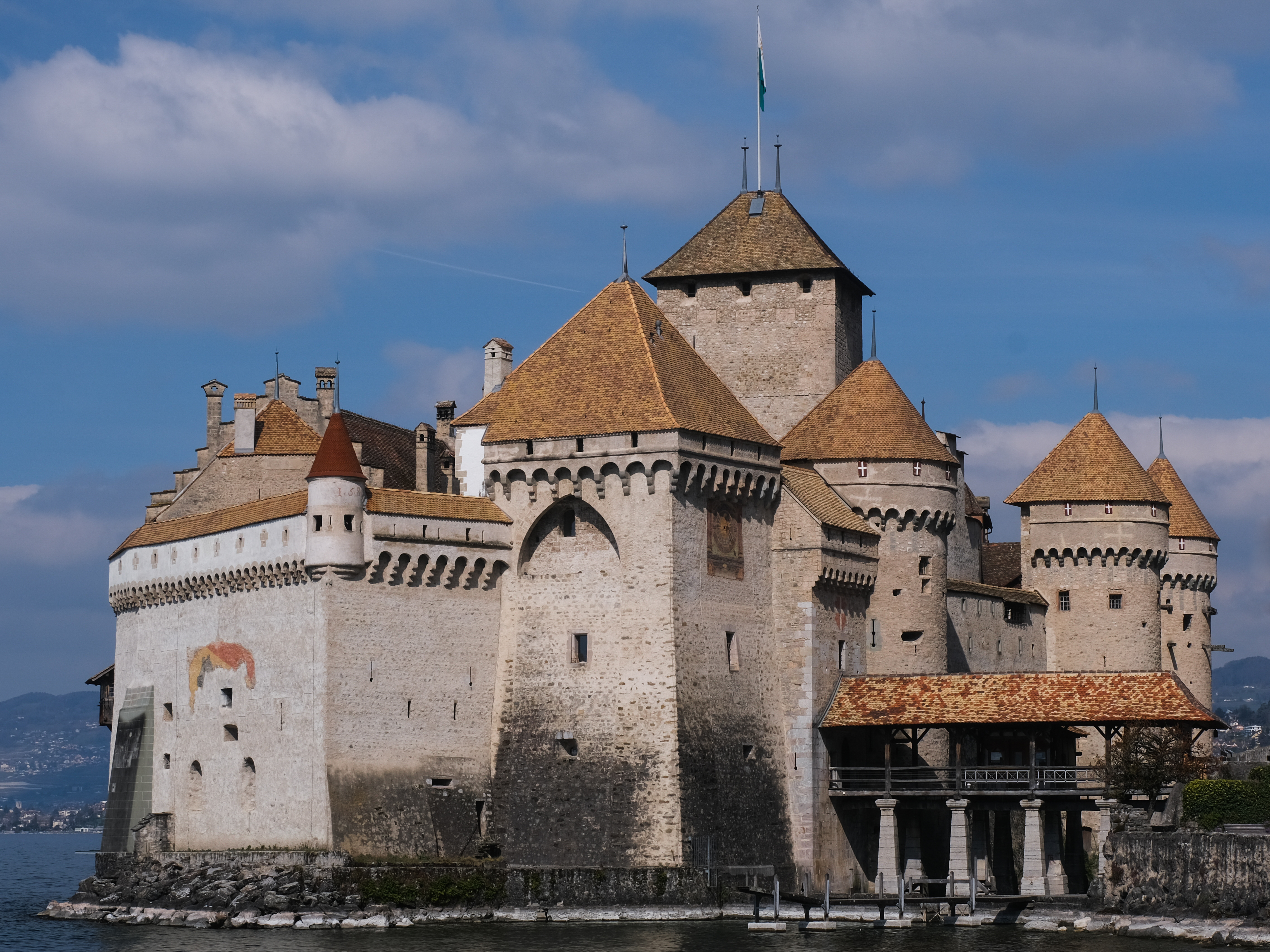
Vista geral do Castelo de Chillon em 2021.

O Castelo de Chillon (em francês: Château de Chillon) é um dos castelos da Suíça mais conhecidos em todo o mundo, além de ser o monumento suíço mais visitado e um dos mais bem preservados da Europa, estando classificado como monumento histórico. Situa-se numa das margens do Lago Léman, em Veytaux, a três quilómetros de Montreux. De forma oblonga, mede 110 metros de comprimento por 50 de largura, culminando com uma torre de menagem de 25 metros de altura. Foi construído sobre um rochedo, um ponto de protecção natural e estratégico para controlar a passagem entre o sul e o norte da Europa. De um lado, é uma magnífica residência à beira do lago e, do outro, uma imponente fortaleza em frente às montanhas.
O arqueólogo Albert Naef descobriu que o castelo foi ocupado desde a Idade do Bronze e que, actualmente, é resultado de muitos séculos de construções e restaurações. Não é possível datar com exactidão o seu ano de construção, mas os primeiros registos escritos do castelo são de 1150. Foi sucessivamente ocupado pela Casa de Saboia, depois pelos bernenses, de 1536 a 1798, desde então pertence ao Estado de Vaud.

## Personalidades
No passado, personalidades como Goethe e Hemingway visitaram o castelo na Suíça, enquanto outras, como Rousseau, Victor Hugo e Lord Byron, o enalteceram. O mais famoso dos seus prisioneiros foi François Bonivard, um monge e político de Genebra, que incitou o povo a revoltar-se contra a Casa de Saboia e ficou preso por quatro anos. A sua história inspirou o poeta Lord Byron a escrever "O prisioneiro de Chillon", de 1816.

## História

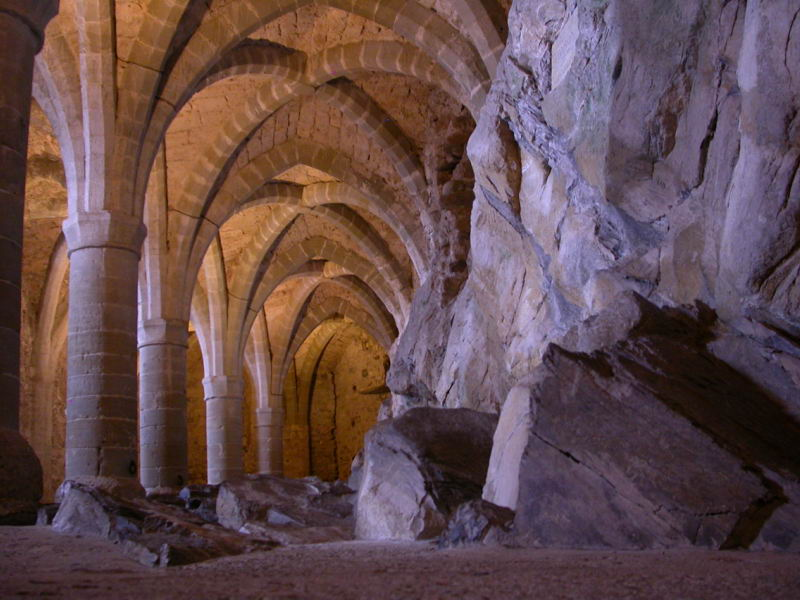
Os subterrâneos do Castelo de Chillon, nos quais o rochedo é visível. Ao longo dos séculos, foram utilizados como prisão e, depois, como lugar de armazenamento.

O Castelo de Chillon está construído sobre um rochedo oval, em calcário, avançado sobre o Lago Léman entre Montreux e Villeneuve, com uma encosta escarpada dum lado e o lago e o seu fundo abrupto do outro. A localização é estratégica: encerra a passagem entre a Riviera Vaudesa (acesso ao norte através da Alemanha e da França) e a Planície do Ródano, que permite chegar rapidamente à Itália. Além disso, o lugar oferece um excelente ponto de vista sobre a costa saboiarda que lhe faz face. Uma guarnição podia, assim, controlar militar e comercialmente a rota para Itália e aplicar um direito de portagem.
As primeiras construções remontam ao século X, embora seja provável que esse espaço já fosse uma localização militar privilegiada antes dessa data. Objectos que remontam à época romana foram descobertos durante escavações no século XIX, assim como vestígios datados da Idade do Bronze. A partir duma dupla paliçada em madeira, os romanos haviam fortificado o local antes de lhe ser acrescentada uma torre de menagem quadrada no século X.
Fontes do século XIII ligam a posse do sítio de Chillon ao Bispo de Sion. Uma carta datada de 1150, na qual o conde Humberto III de Saboia concede aos cistercienses de Hautcrêt a livre passagem em Chillon, atesta o domínio da Casa de Saboia sobre Chillon. Ficamos a saber que o proprietário do castelo é um certo Gaucher de Blonay. Mas, este senhor de Blonay é mais um vassalo do Conde que um dos seus oficiais. Trata-se dum domínio senhorial dos Saboia no quadro duma sociedade feudal e não dum domínio administrativo.

### Período dos Condes de Saboia

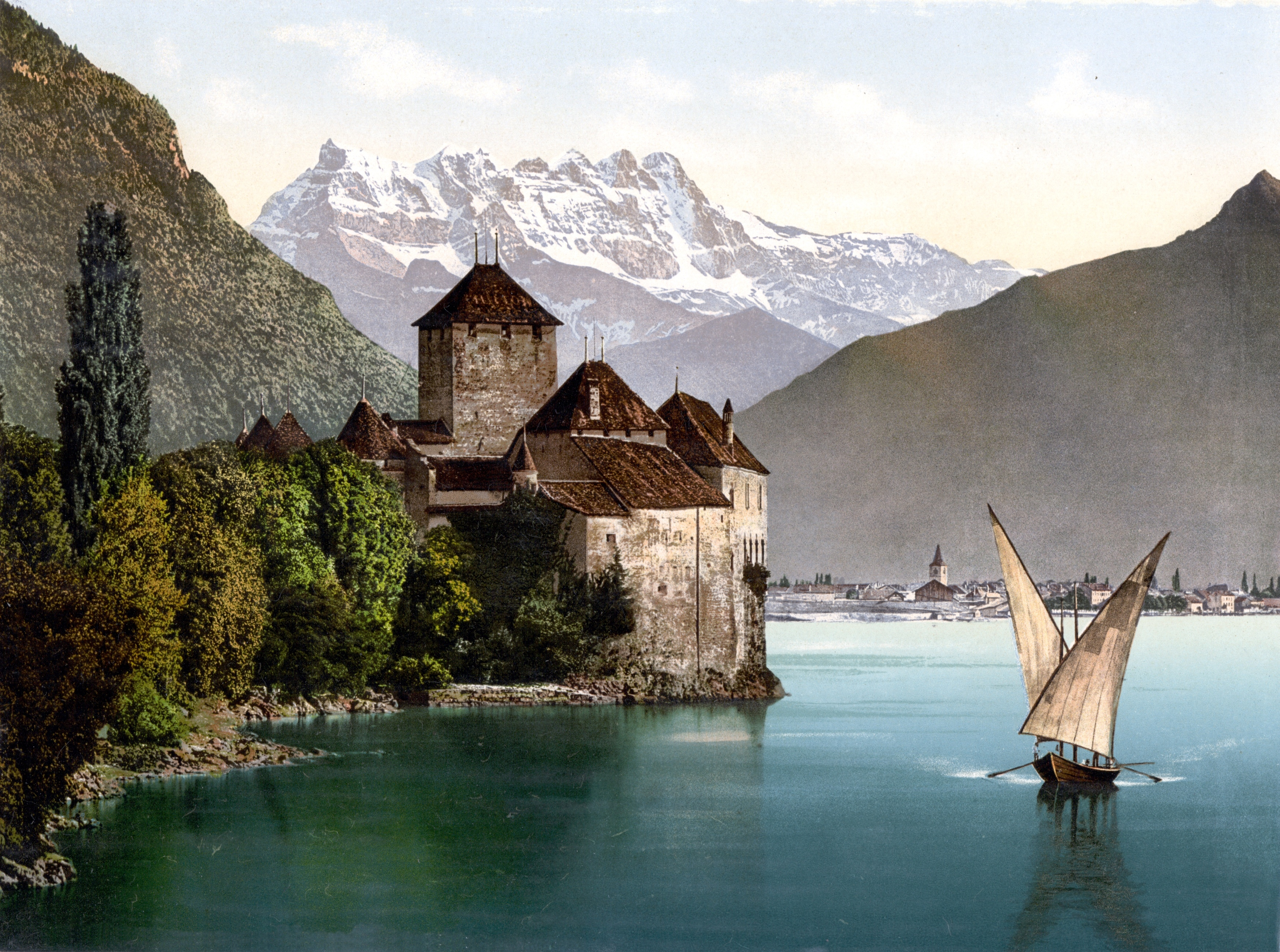
Litografia do castelo visto de norte, com os Dents du Midi ao fundo.

A Casa de Saboia transformou a fortaleza, então Castrum Quilonis, e ampliou-a durante o século XIII. A antiga cripta do século XI, dedicada a São Triphon, é abandonada no século XIII, aquando da construção da capela na parte superior do castelo. Os saboias queriam estender a sua supremacia sobre o País de Vaud e a zonas limítrofes. O primeiro castelão saboiano é atestado por Chillon em 1198. O castelo não é dedicado apenas a um fim militar, servindo também de residência para os condes. O edifício é, com efeito, uma das etapas das viagens da corte itinerante, efectuadas aquando das deslocações regulares do conde pelo seu território. Aquando da ausência do conde, a parte noroeste do castelo, onde se situavam os seus aposentos, estava vazia e fechada. Tomás I de Saboia esteve ali por volta do ano 1230. Ele e o seu filho, Pedro II de Saboia, "o Pequeno Carlos Magno", reorganizariam a região próxima do castelo, construindo burgos, dominando o Chablais vaudois e criando a "Pátria Vuaudi". Uma importante portagem é instalada, em 1214, em Villeneuve de Chillon, a actual aldeia de Villeneuve.

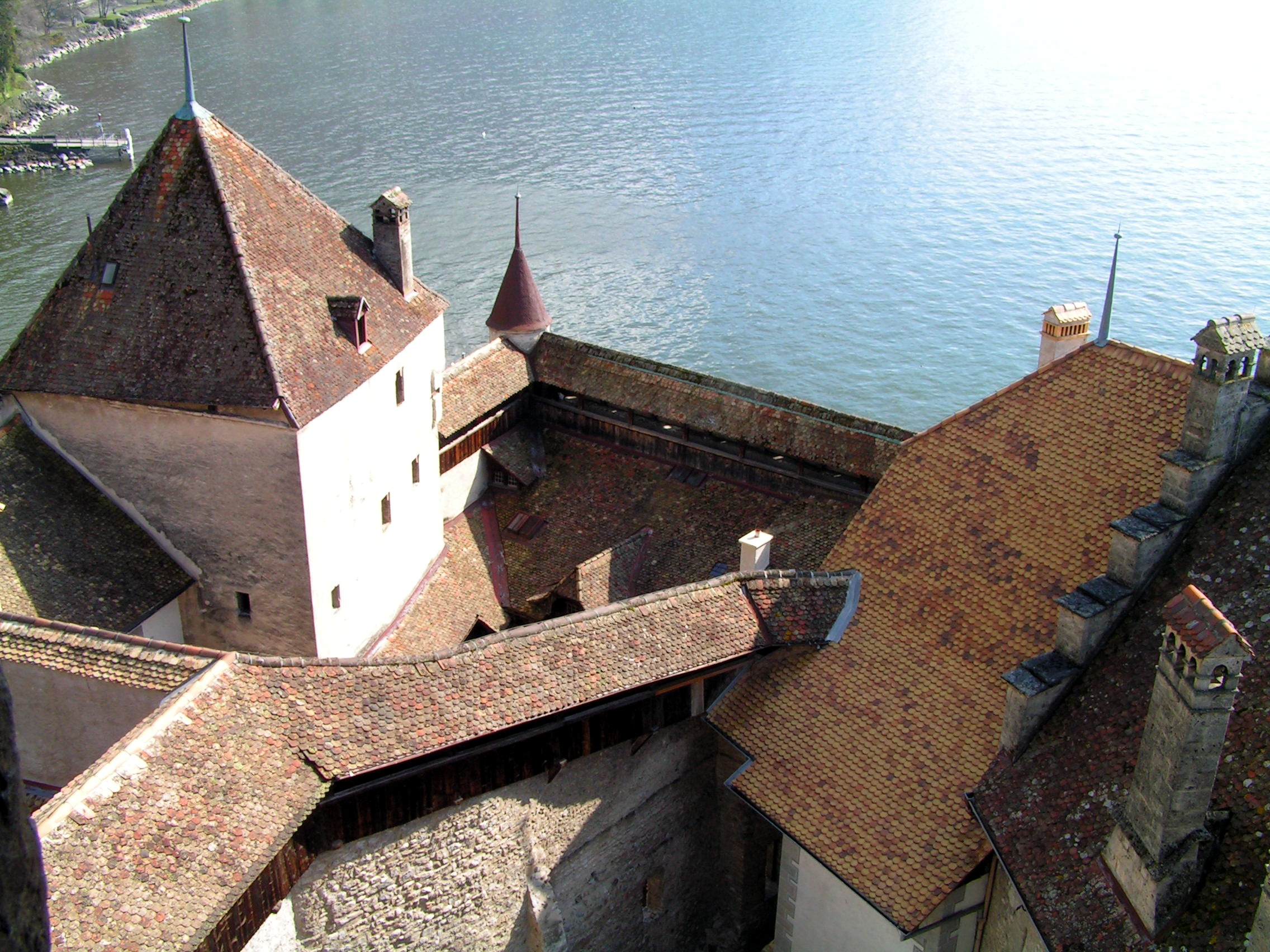
Vista a partir da torre de menagem.

Pedro II entrega as chaves do castelo em 1253 e reforça a sua presença nas margens do lago até Aubonne. A partir desse momento, Pedro II de Saboia - mesmo antes do seu acesso ao título condal e seguindo o modelo de Inglaterra, onde viajara entre 1252 e 1255 - inicia a repartição do condado em bailios. Cria o Bailio do Chablais, do qual Chillon é capital intermitente a partir da década de 1260 até 1330, data em que Chillon se torna, definitivamente, capital do bailio, com predomínio sobre Aimão de Verdon. Embora no inicio a castelania de Chillon e o Bailio de Chablais tenham sido atribuídos a duas pessoas diferentes, os condes vão, progressivamente, confiar essas duas funções a uma só pessoa. Para estar à altura das ambições de conquista dos seus proprietários, o castelo é reforçado pela construção duma segunda cintura e pela elevação de três torres construídas em 1235. Pedro II confia os trabalhos a Jacques de Saint Georges, um arquitecto e pedreiro especializado em obras militares. Pedro II regressa ao castelo pouco antes da sua morte, em 1268. Albert Naef, o arquitecto que renovou o castelo a partir de finais do século XIX, atribui uma grande importância às imponentes modificações trazidas a Chillon por Pedro II.

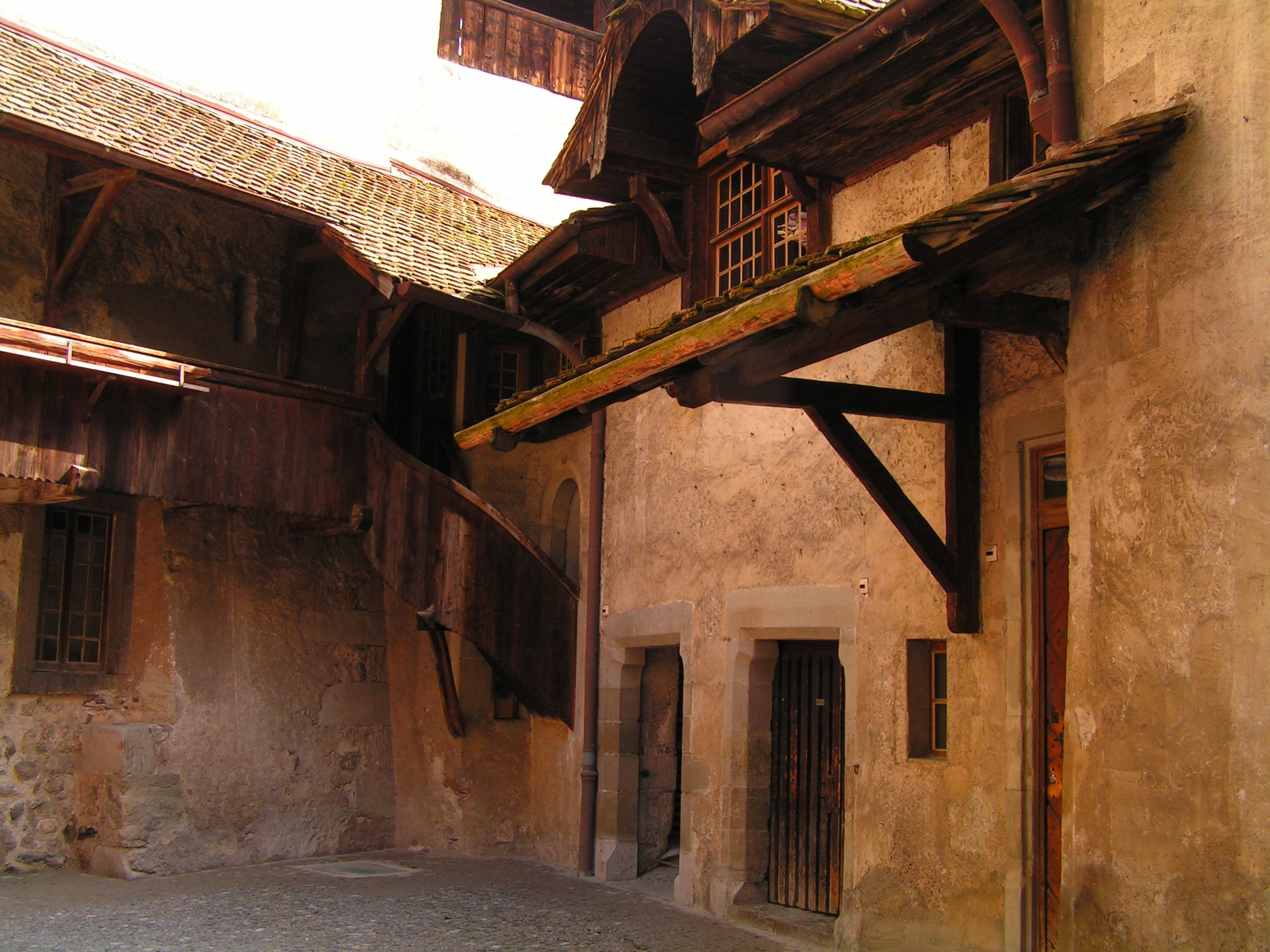
Pátio interior.

O castelo, que conta com 25 edifícios, serviu de prisão a partir de meados do século XIV, enquanto os subterrâneos permitiam armazenar materiais e vinho. Por uma questão de estética, o interior do castelo foi embelezado sob o impulso de Aimão de Saboia, cognominado de "o Pacífico", que contratou Jean de Grandson para realizar as pinturas dos quartos e das grandes salas.
O ano de 1348 assistiu a uma das páginas mais dolorosas da história de Chillon,com as devastações causadas pela peste negra. Os judeus foram presos e torturados para confessarem que tinham envenenado a água dos poços. As suas confissões provocaram a fúria da populaça, que se envolve em massacres e expulsões. Três centenas de comunidades foram destruídas ou expulsas sem que o Conde de Saboia intervenha.
Amadeu VI de Saboia, cognominado "o Conde Verde", lançou uma expedição no País de Vaud, em 1359, e fez escala em Chillon. No entanto, os condes seguintes, como Amadeu VII de Saboia, cognominado de "Conde Vermelho", desinteressaram-se da gestão da região e deixaram-n ao castelão-bailio de Chillon. O castelo é frio e o frio que ali reina torna-o pouco confortável. Contudo, isto não impediu o antipapa Félix V de ali residir em 1442.
Na prisão e nos calabouços húmidos do subsolo definham os bandidos e os hereges da região. Chillon foi o lugar de prisão, entre 1530 e 1536, de François Bonivard, personagem dum poema de Lorde Byron, datado de 1816, Le Prisonnier de Chillon ("O Prisioneiro de Chillon").

### Período bernense

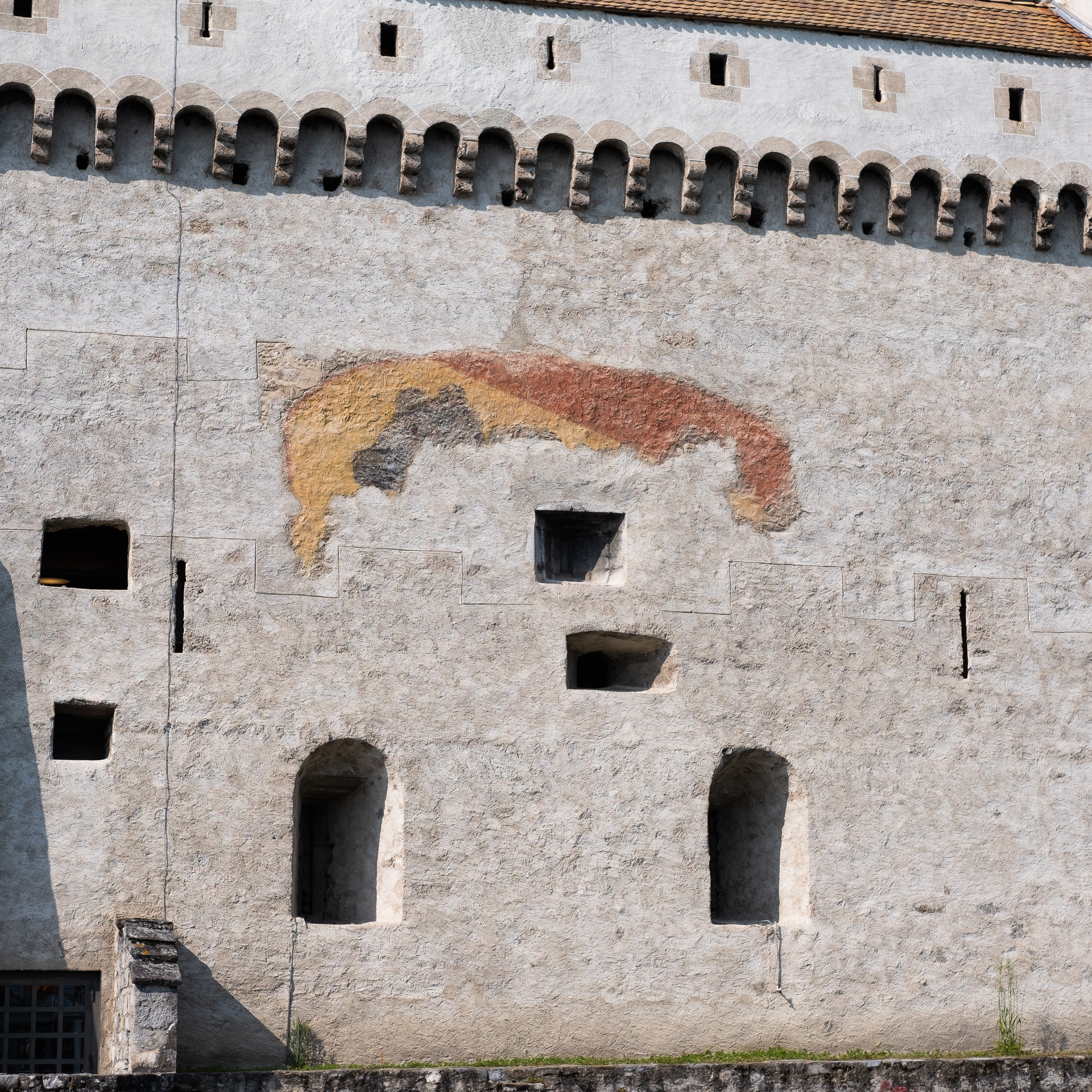
O ainda visível afresco com as cores de Berna.

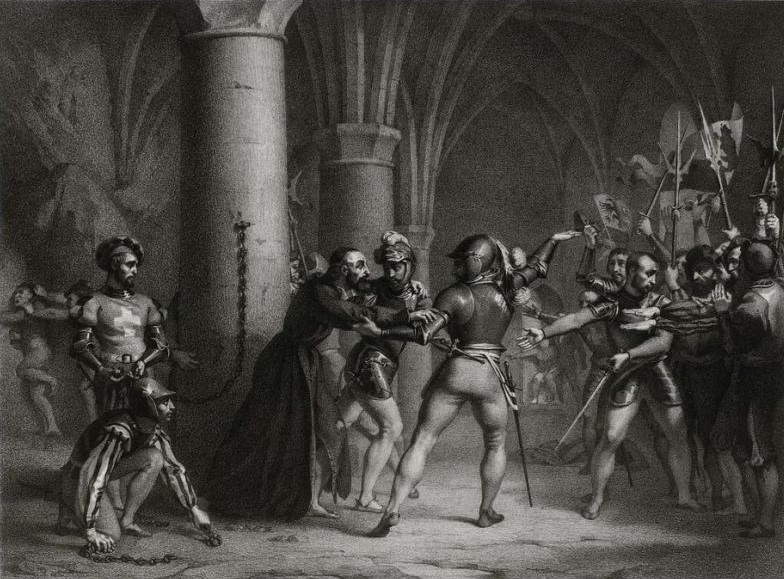
La délivrance de Bonivard (1898), pintura de Franck-Edouard Lossier].

Com o aumento de poder dos seus inimigos, a Casa de Saboia, elevada a Ducado de Saboia em 1416, já não consegue gerir o seu vasto território. O castelo constitui uma espécie de enclave no território bernense. A sul, o Chablais e o Castelo de Aigle são ocupados por Berna a partir de 1475. No mesmo ano, as propriedades dos Saboia a norte do País de Vaud (Grandson, Orbe e Échallens) cedem face ao avanço dos Confederados.

#### Senhores de Berna
Durante várias dezenas de anos, os bernenses - os senhores de Berna como lhes chamavam depreciativamente os habitantes da região - enfraqueceram um ducado vacilante e minado pelos conflitos com o Ducado da Borgonha e com o rei Luís XI de França, tudo acompanhado por uma vaga de protestantismo. Os bernenses impacientaram-se e decidiram acabar com esse ducado que se tornara demasiadamente obstruído. Em 1536, ajudados pelos genebrenses, que desejavam libertar os seus prisioneiros encerrados em Chillon, os bernenses prepararam o cerco a Chillon.

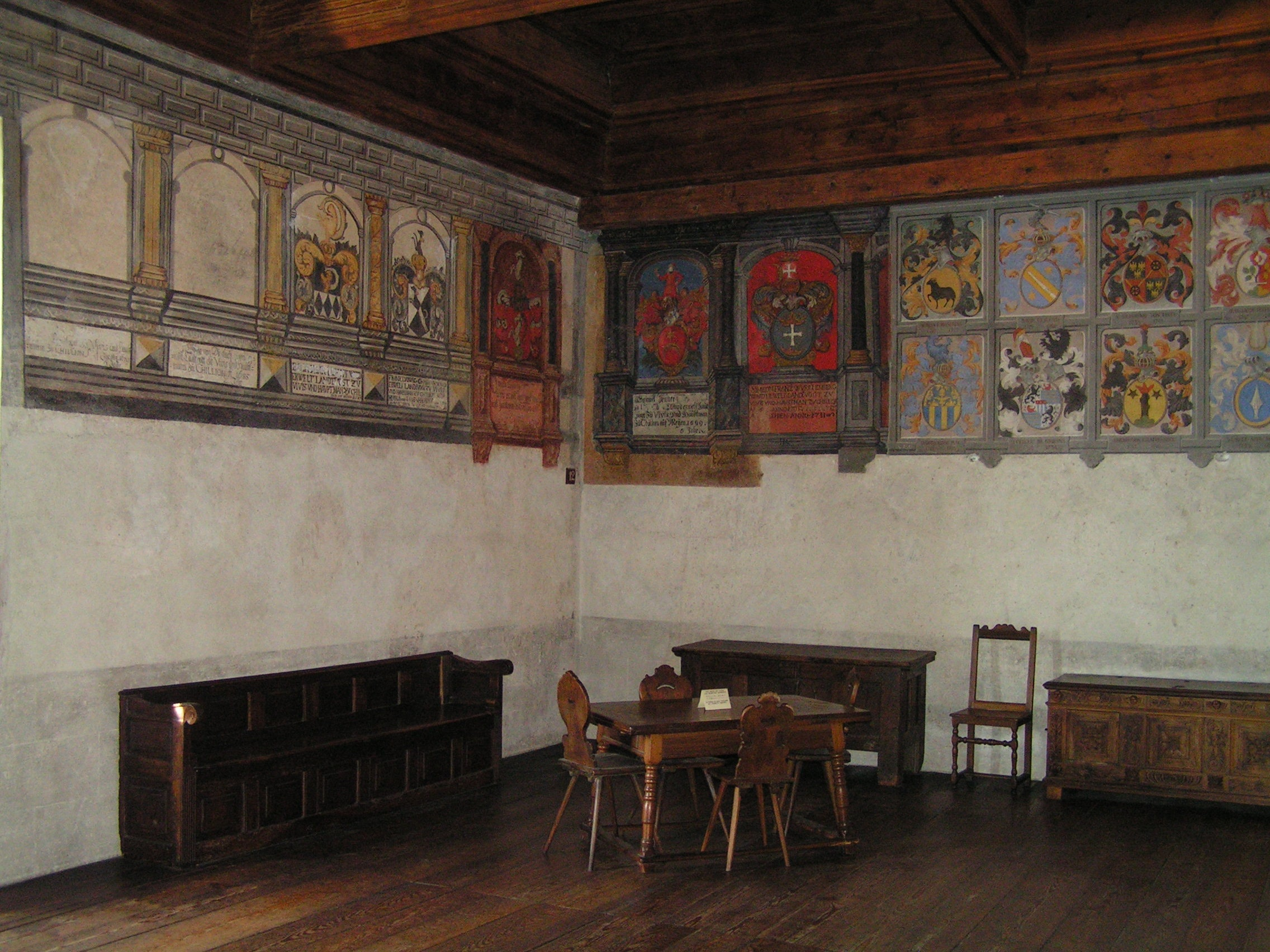
Sala decorada durante a ocupação bernense: armas dos bailios bernenses presentes em Chillon de 1536 a 1797.

No dia 20 de Março de 1536, uma centena de soldados genebrenses embarcou em quatro navios de guerra e em alguns outros navios. Os bernenses, pelo seu lado, chegaram no dia 26 de Março às proximidades de Lutry, a uma vintena de quilómetros de Chillon. Golpes de canhão ressoaram e o Duque de Saboia então encarregado de Chillon ordenou que, se as tropas bernenses aparecessem, que se submetessem os prisioneiros de Genebra ao estrapado em duas vezes, e que os executassem sem hesitação. Na manhã seguinte, os bernenses chegaram a Veytaux e os valaisianos aproveitaram a ocasião para atacar, igualmente, os saboianos pelo sul. Os navios genebrenses, quanto a eles, cercaram o castelo. Encurralados em tenaz por uma forte artilharia, os responsáveis saboianos encetaram negociações. A guarnição escapou-se durante a noite e desembarcou em Lugrin, perseguida pelos genebrenses, antes de desaparecer na noite. Os atacantes decidiram, então, entrar no castelo, abriram as portas e as cadeias e descobriram vários prisioneiros, entre os quais Bonivard na torre de menagem, enfraquecido por seis anos de detenção mas ainda vivo.
O castelo, parcialmente danificado pelo fogo aquando do ataque, foi renovado mas manteve-se muito pouco acolhedor. Os bernenses não mudaram a arquitectura global da fortaleza, mas converteram certos edifícios em lugares de armazenamento, reservas, cozinhas e pequenas casernas. A sua função administrativa mudou, devendo o bailio que ali vive passar a ocupar-se da região de Vevey. Em 1627, o castelo forte de Chillion possui várias peças de canhão e munição. A partir de 1656, o castelo servia de porto principal no Léman para a frota de guerra bernense.
Esta ocupação bernense durou até 1733, data na qual o bailio se mudou para Vevey por razões de insalubridade. Em 1793, o castelo foi convertido num hospital para os feridos de guerra. No entanto, a presença bernense enfraquecia progressivamente face à vontade do País de Vaud aceder à independência.

### Período vaudense

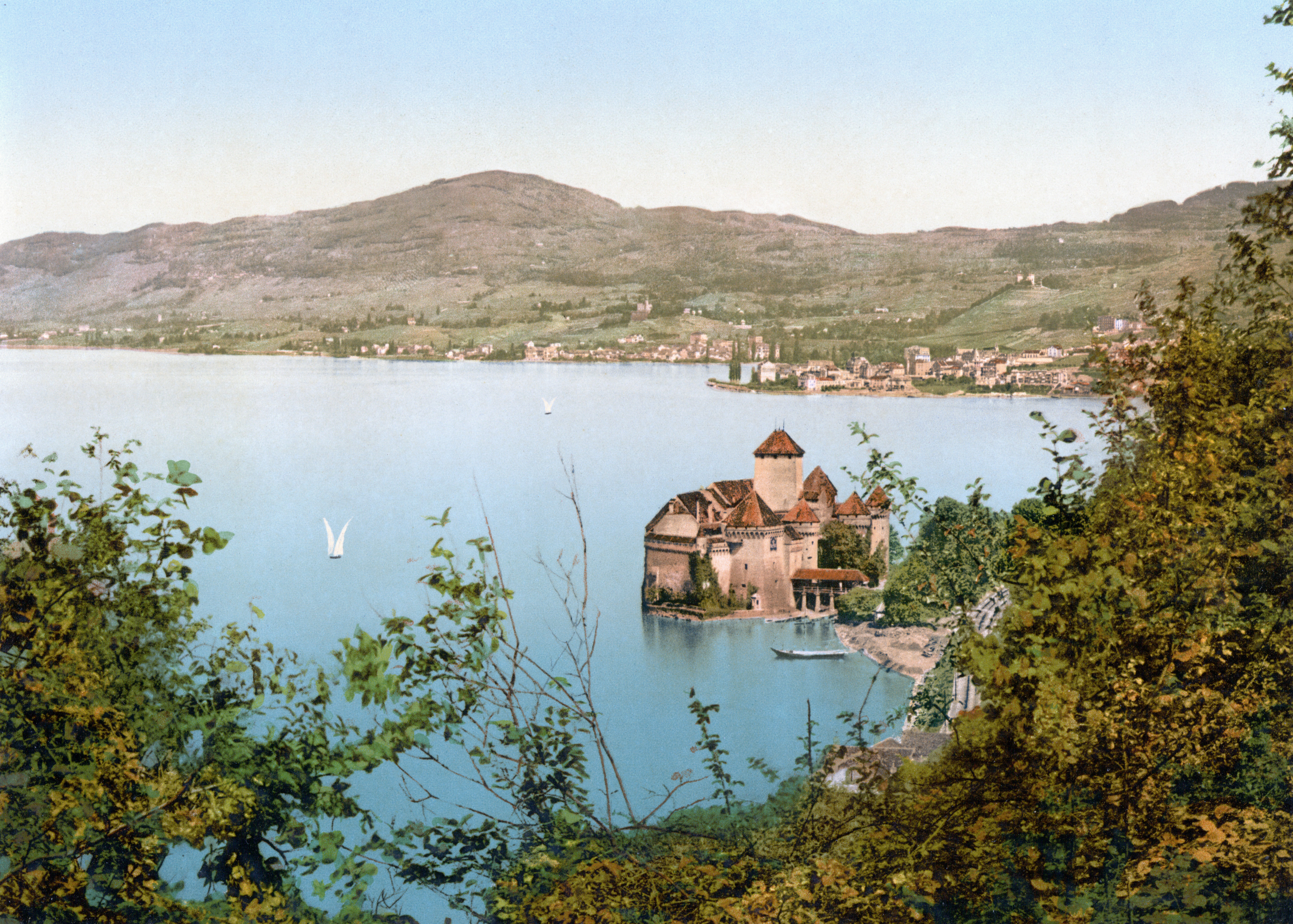
Vista do Castelo de Chillon, cerca de 1890-1900.

No dia 11 de Janeiro de 1798, um grupo de veneysanos investiu contra o castelo e caçou o bailio bernense (que participa na importação de tapeçarias, actualmente, visíveis em Berna) que é substituído por um punhado de polícias e guardas. O sinal da presença bernense permanece, todavia, bem visível no flanco sul do castelo com um afresco com as cores de Berna que é possível ver desde a margem. A independência do País de Vaud e a criação da République Lémanique é oficialmente declarada no dia 24 de Janeiro de 1798. Depois dum período agitado devido à presença de tropas francesas, que duraria até 1802, o castelo perdeu definitivamente a sua utilidade enquanto fortaleza.
Ao longo do século XVIII, foi preenchido o fosso que limita o flanco leste do castelo. Foi somente em restauros posteriores que esses fossos naturais regressaram ao seu estado original. Em 1835, a fortaleza foi convertida em entreposto para a artilharia e sofreu algumas modificações para facilitar a passagem dos canhões. Em 1866, a torre de menagem passou a acolher arquivos enquanto o castelo serve de prisão militar. Esta utilização é de curta duração, sendo fundada uma associação, em 1887, para restaurar o edifício. Depois de ter sido elevado à categoria de Monumento Histórico, em 1891, foram realizadas escavações. Estas, trouxeram à luz do dia, em 1896, vestígios romanos e permitiram compreender melhor a história do castelo.

## Turismo

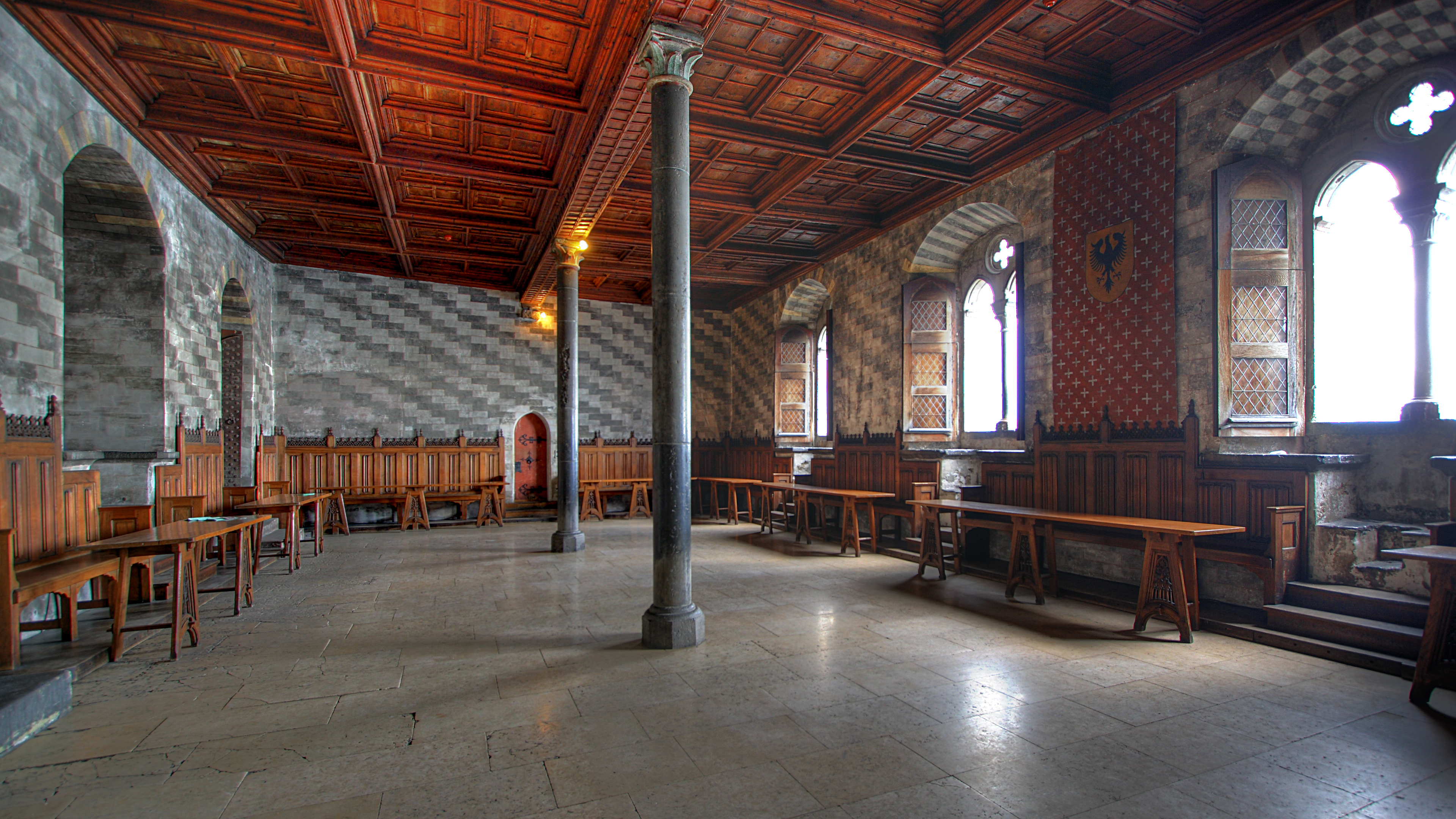
Grande Hall do Conde.

A partir do fim do século XVIII, o castelo atrai os escritores românticos. De Jean-Jacques Rousseau a Victor Hugo, passando por Alexandre Dumas, Gustave Flaubert e Lord Byron, o catelo inspira os poetas do mundo inteiro. Hugo dirá que "Chillon é um bloco de rochas". Certos restauros, inspirados pela visão romântica da estética, fazem-se com determinadas características em detrimento da veracidade histórica. Em 1900, o arquitecto Albert Naef continuou os trabalhos de restauro para alcançar o estado actual do edifício. Refez o interior e as tapeçarias de certas salas, como a Grande Sala do Bailio, também chamada de "grande cozinha bernense".
Em 1939, o castelo já recebia mais de 100 000 visitantes. A proximidade com a cidade de Montreux não é estranha a esta tendência. O sucesso não cessa de crescer ao longo dos anos e o monumento passa a registar mais de 300 000 visitas por ano. Graças aos restauros, o castelo está em excelente estado e dá uma boa visão da arquitectura feudal.
Hoje, as partes mais visitadas do local são a famosa prisão de Bonivard, que fica no subsolo e, como as outras salas subterrâneas, lembra as catedrais góticas do século XIII, a Camera Domini, uma sala extraordinária pintada com símbolos medievais, a capela, uma belíssima construção religiosa com pinturas do século XIV, as quatro principais salas com janelas voltadas para o Lago Léman, três pátios na entrada que hoje são usados para eventos, entre outros. Ao todo, o castelo é constituido por 25 edifícios unidos por corredores e passarelas. Apresenta ainda colecções de mobiliário, objectos de estanho e armas antigas.

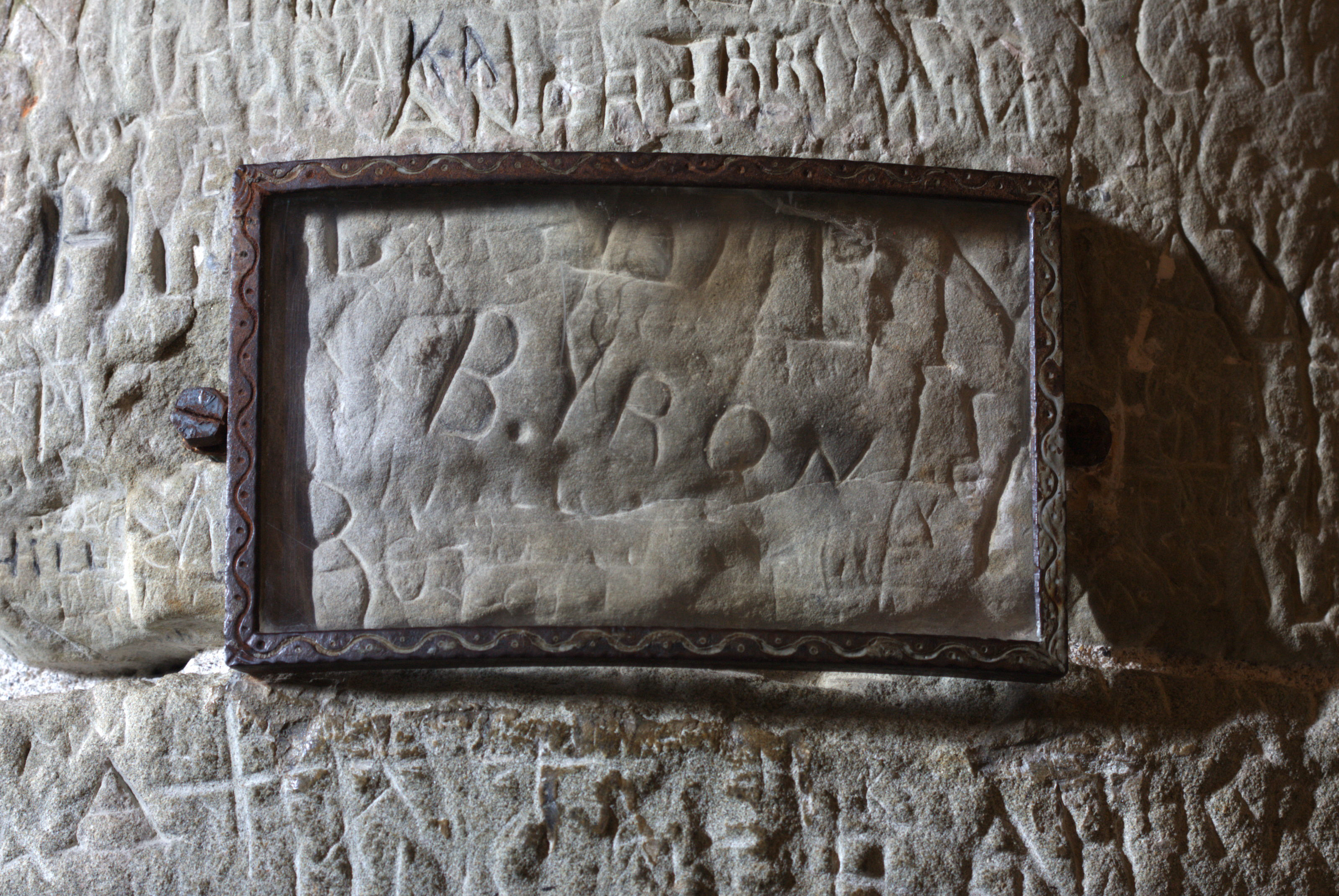
Assinatura de Lorde Byron na torre de menagem.

## Arte
Lorde Byron intitulou um dos seus poemas como Prisonnier de Chillon ("Prisioneiro de Chillon.
Gustave Courbet pintou várias vezes o castelo aquando do seu exílio suíço, não longe do castelo, em La Tour de Peilz. A representação mais conhecida é Le château de Chillon ("O Castelo de Chillon"), um óleo sobre tela pintado em 1874 e que se encontra actualmente no Museu Courbet, em Ornans.

## Galeria de imagens

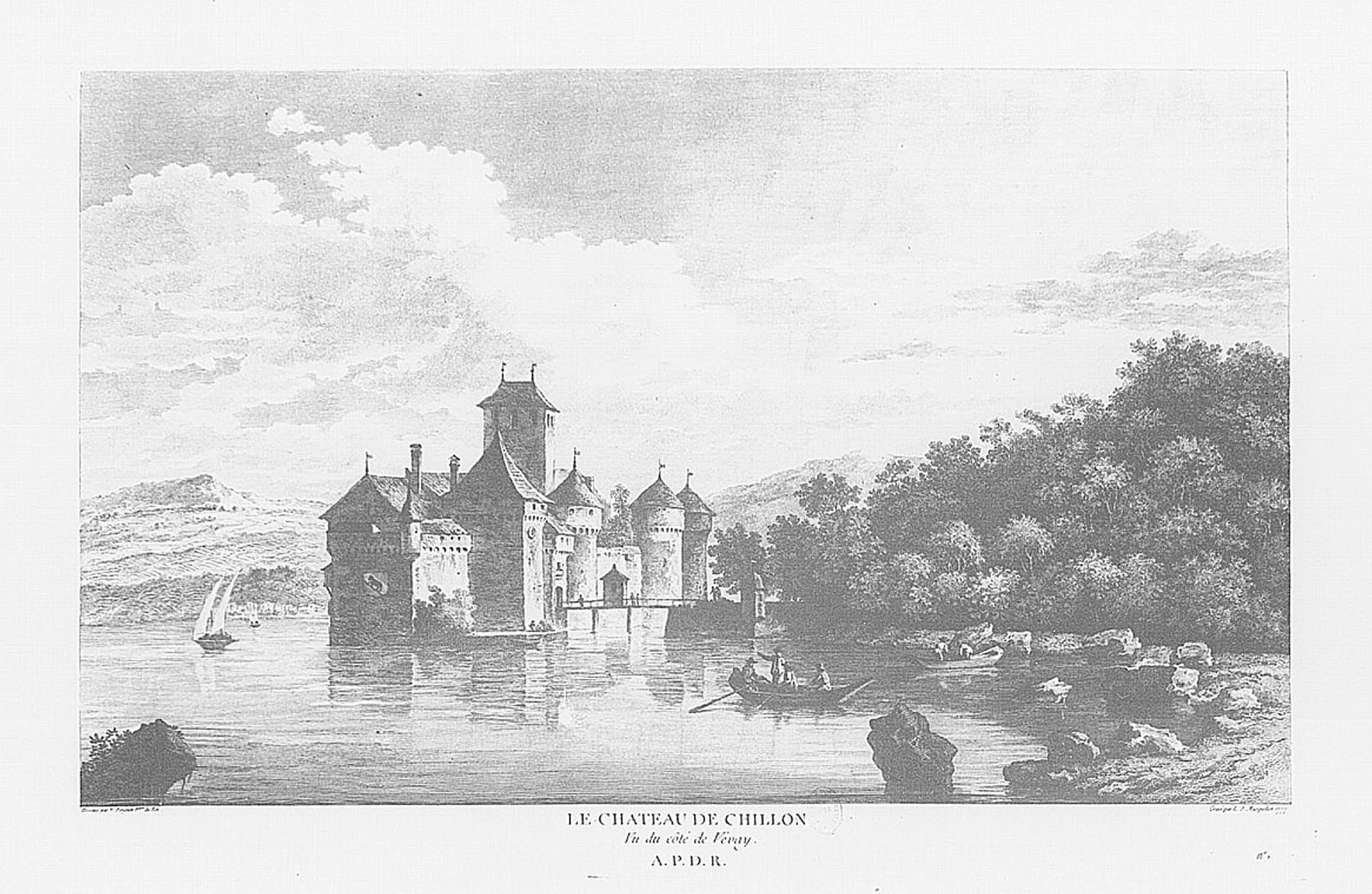
Estampa do Castelo de Chillon (1780-1786).
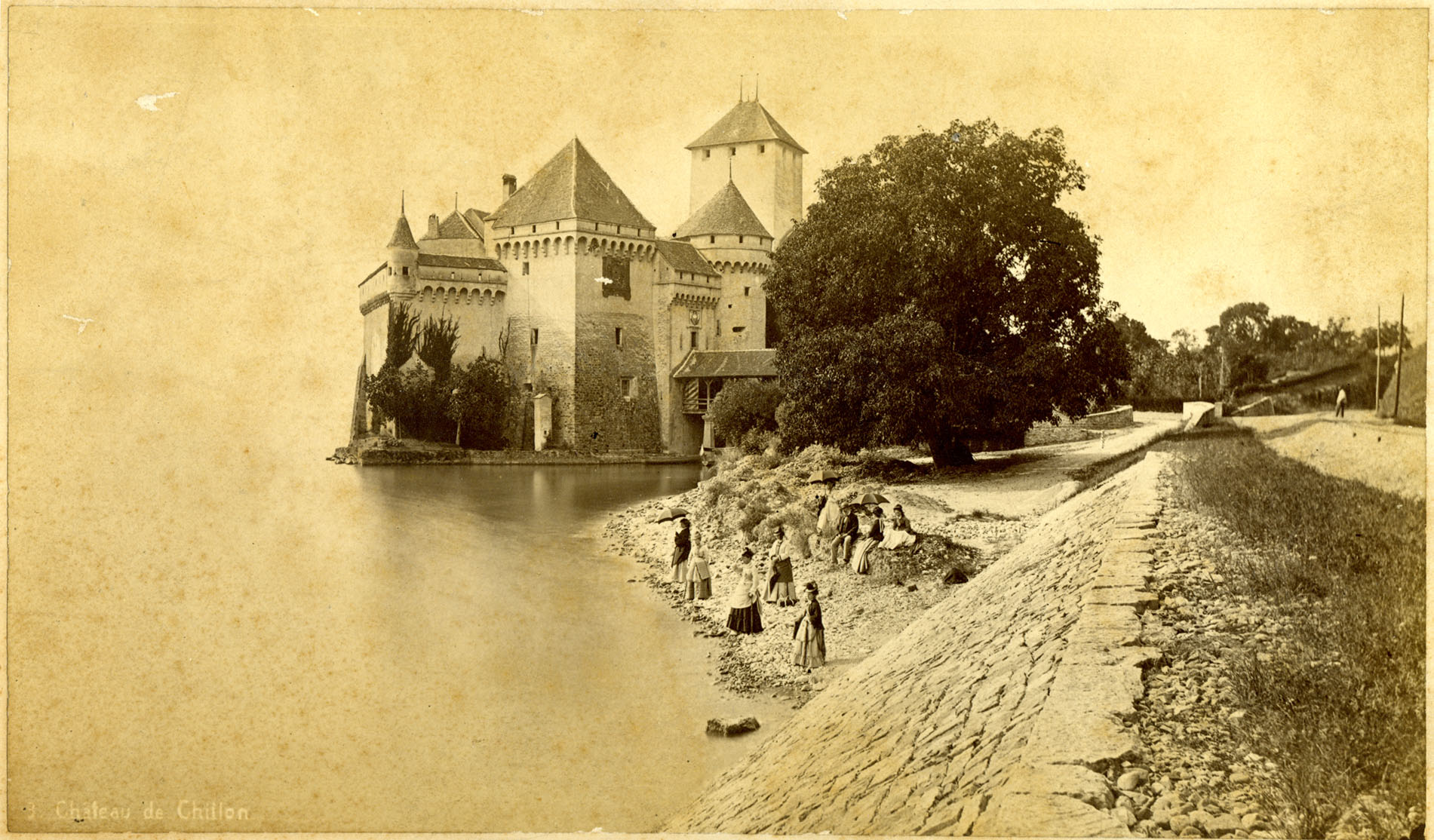
O Castelo de Chillon em finais do século XIX.
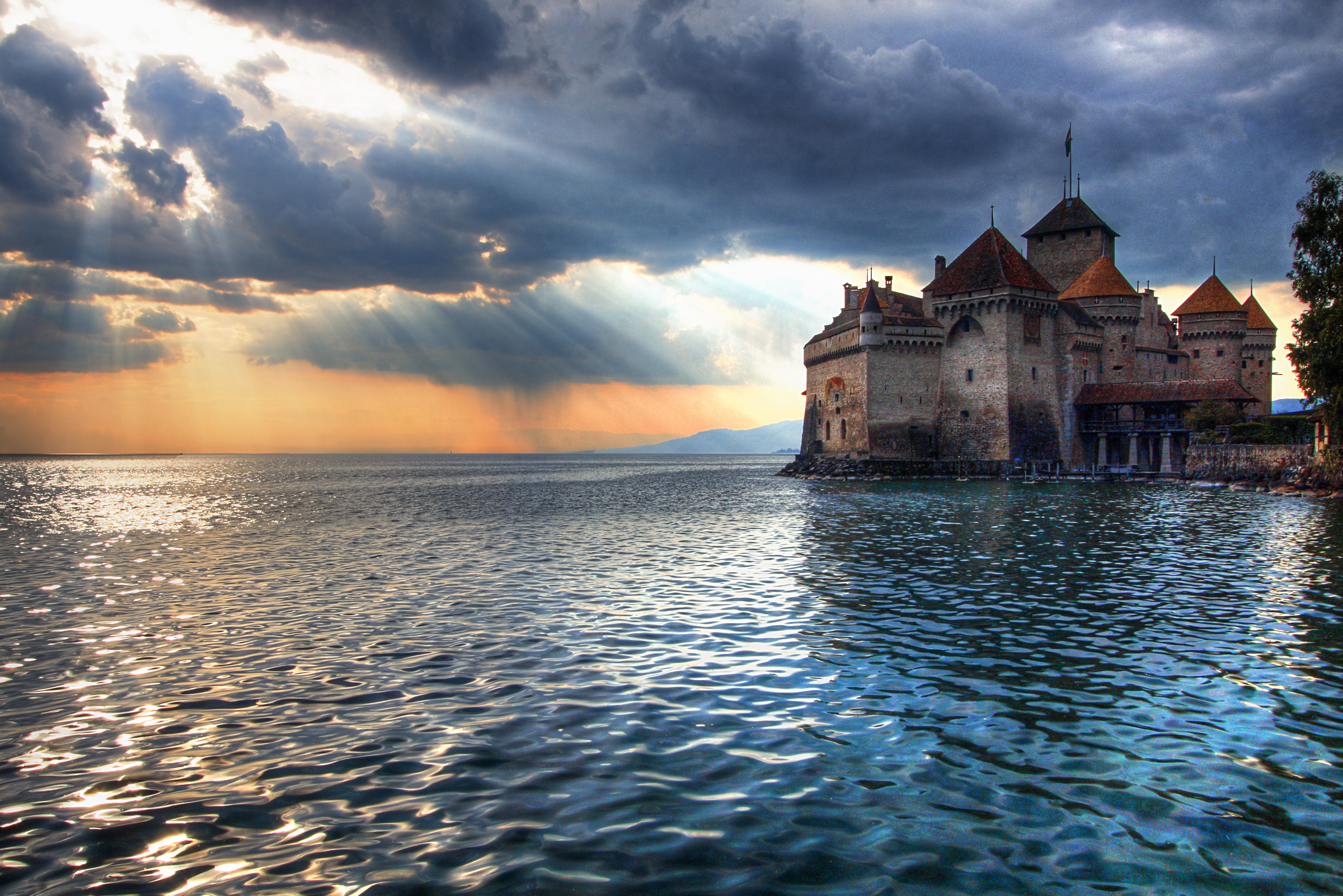
Pôr-do-sol no Castelo de Chillon, enquanto uma tempestade cai sobre Lausanne.
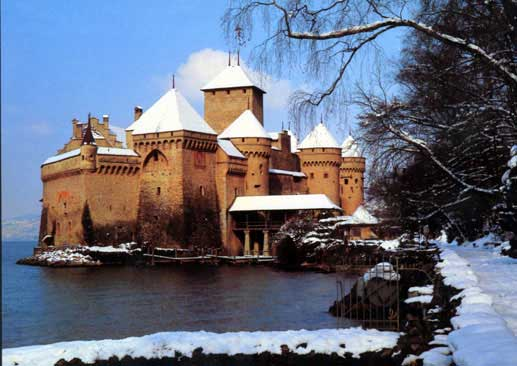
O Castelo de Chillon no inverno, coberto de neve.
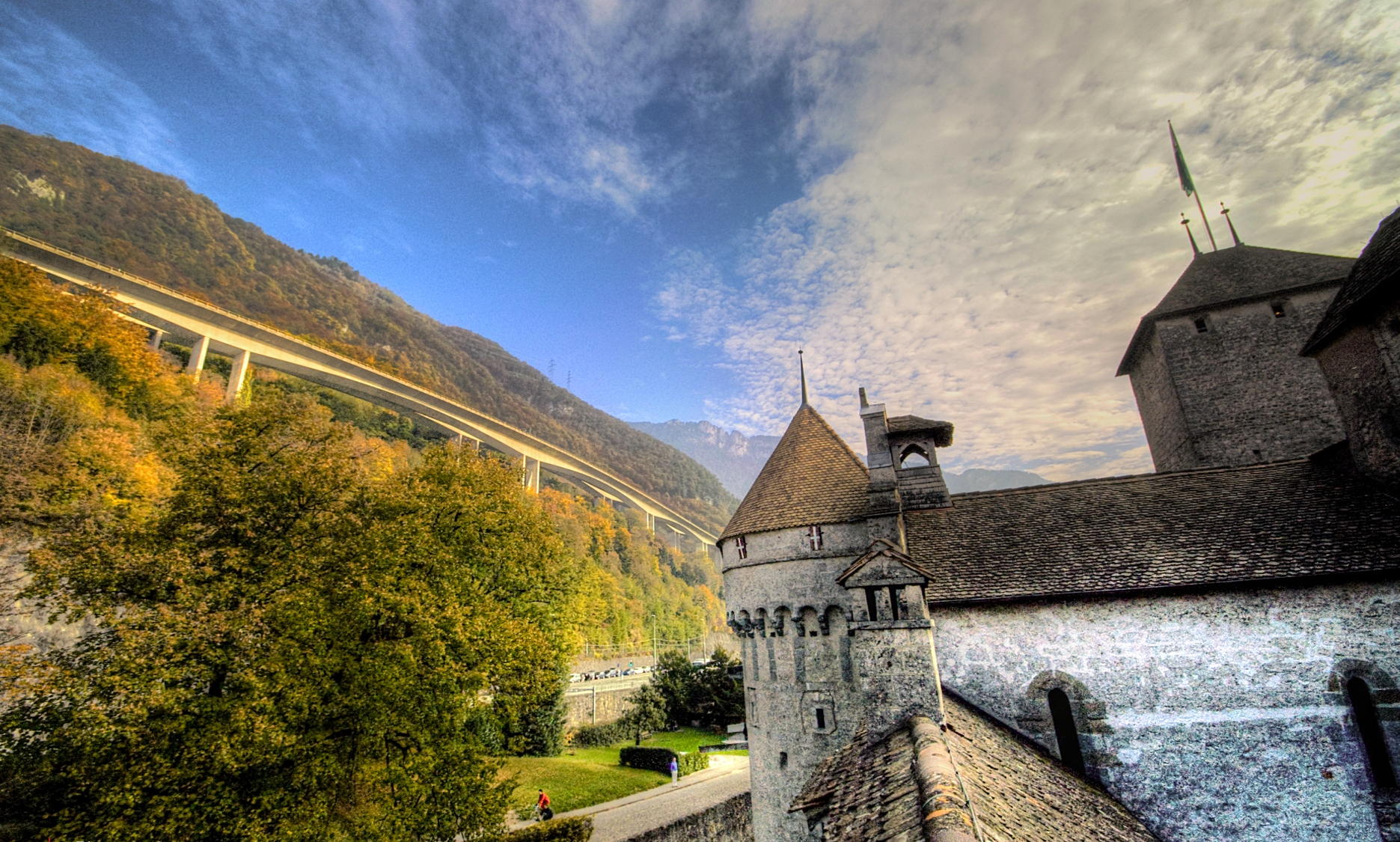
Representação actual do Castelo de Chillon.
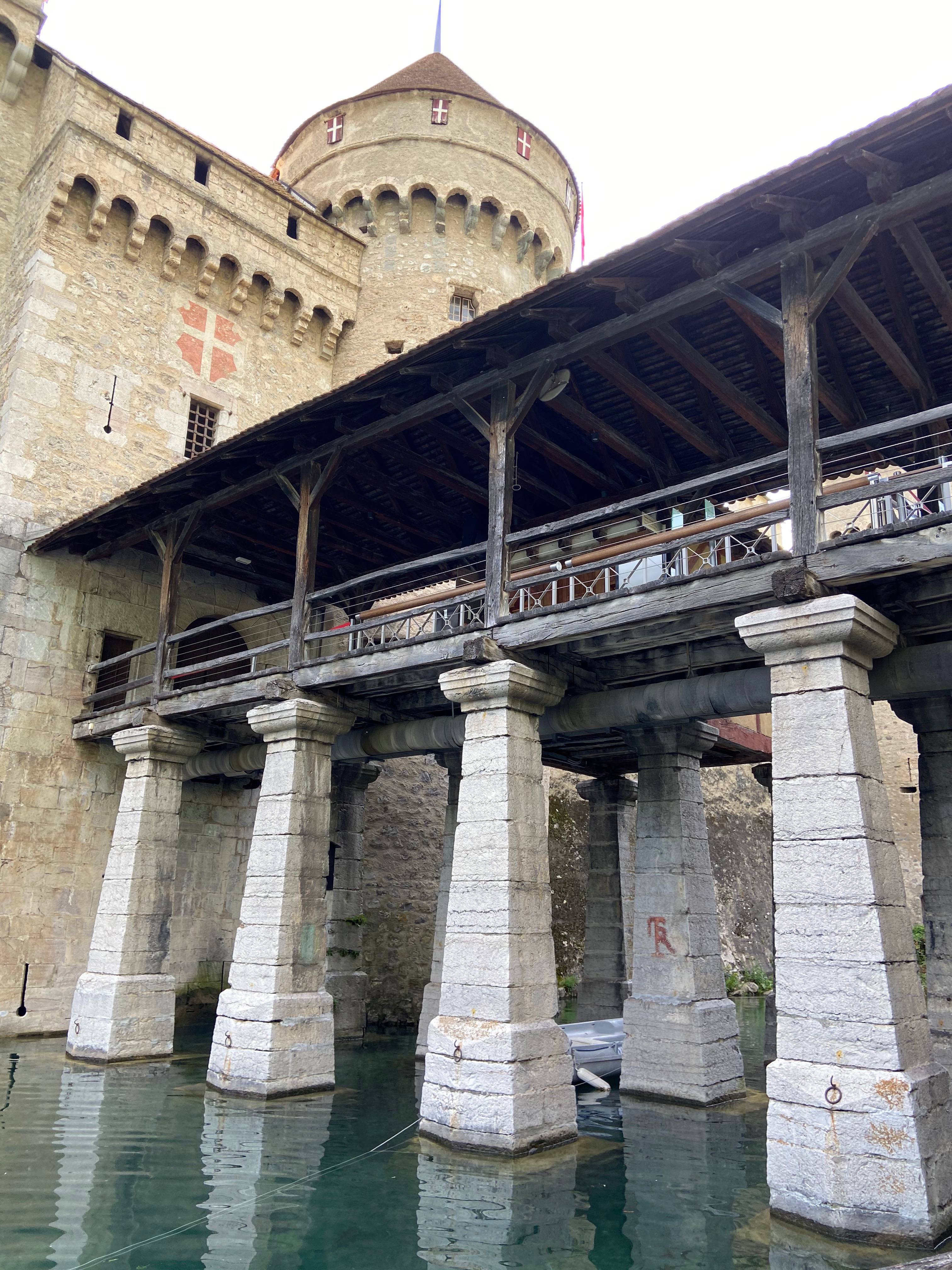
Vista de baixo da ponte.
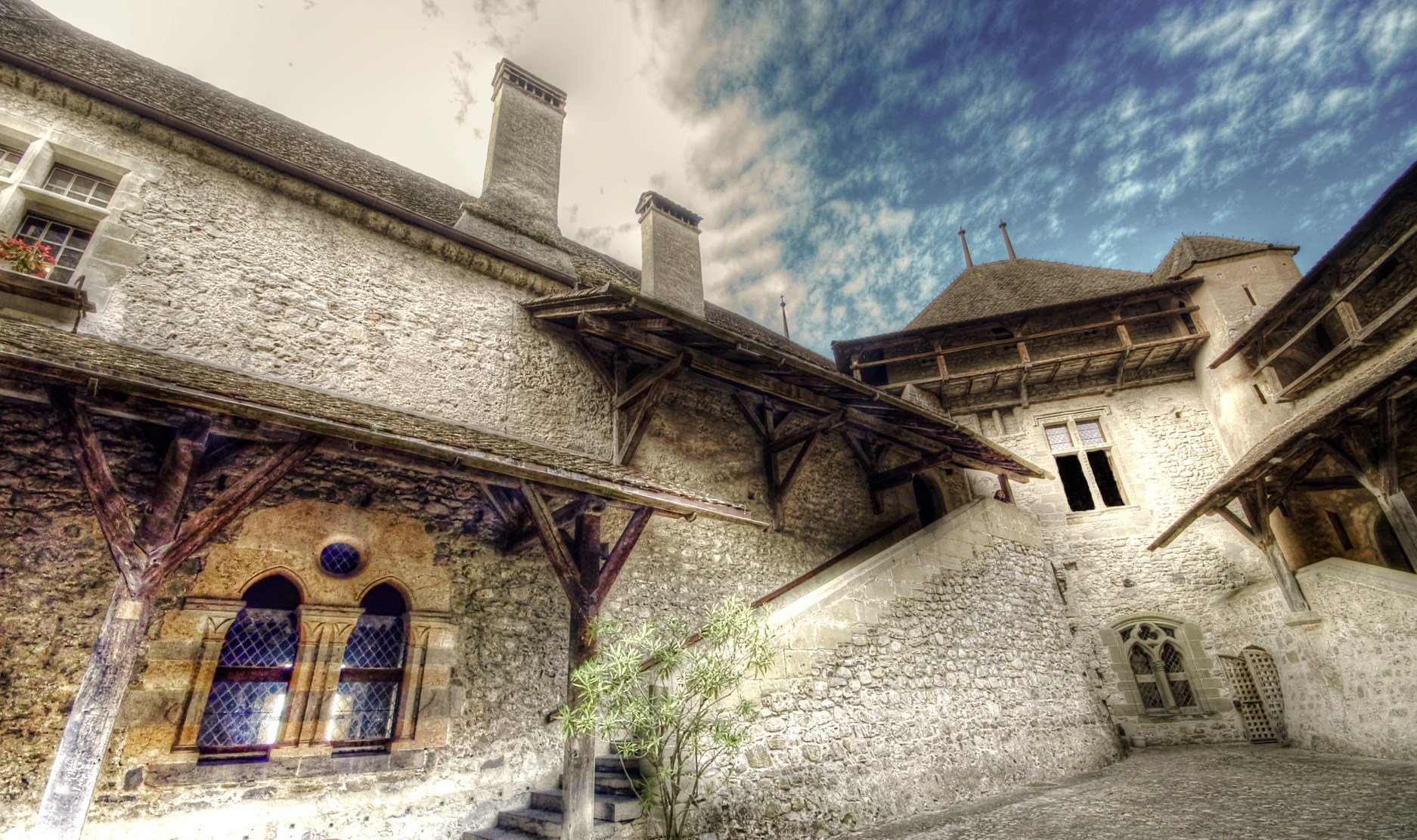
Representação actual do pátio do Castelo de Chillon.
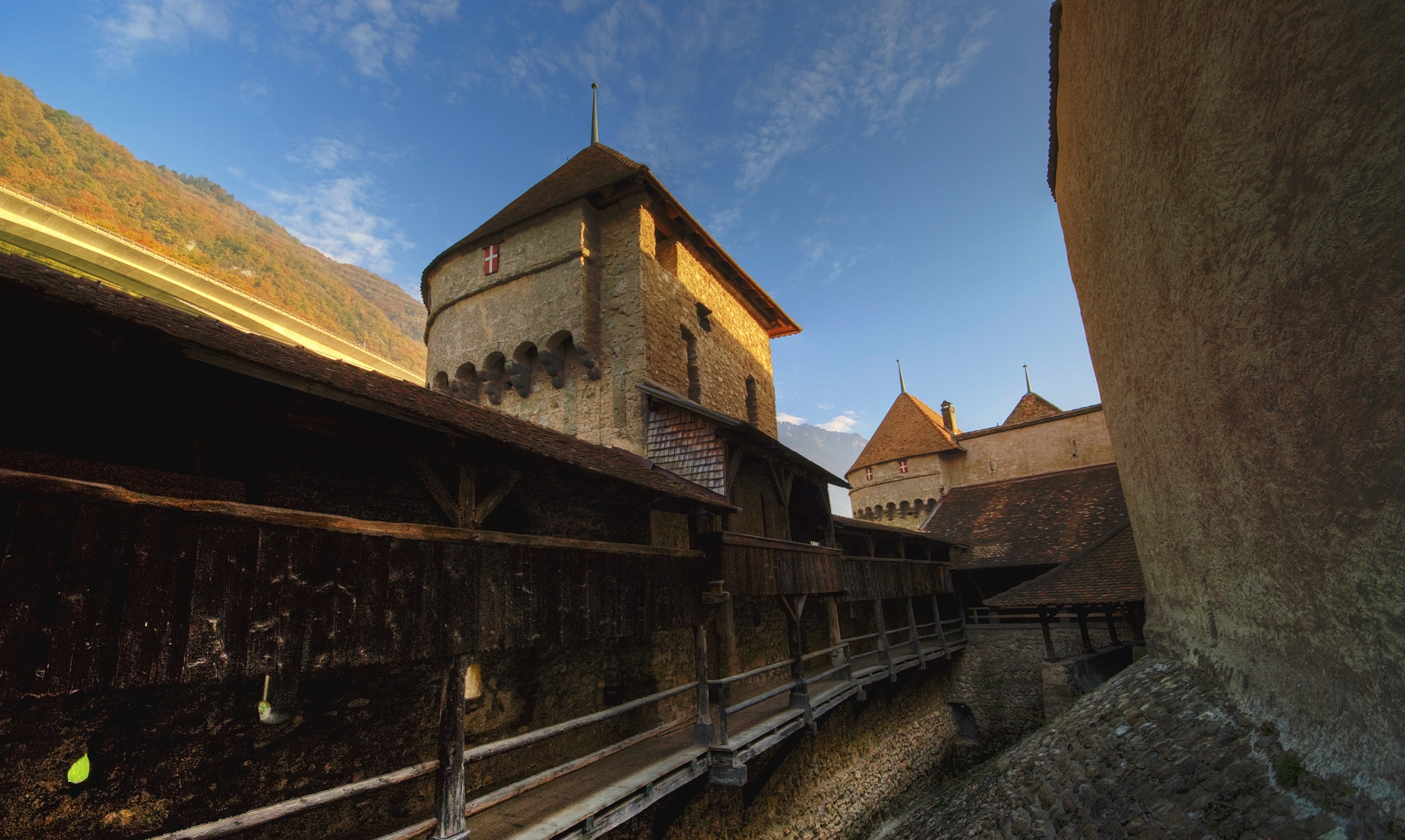
Representação actual do Castelo de Chillon.
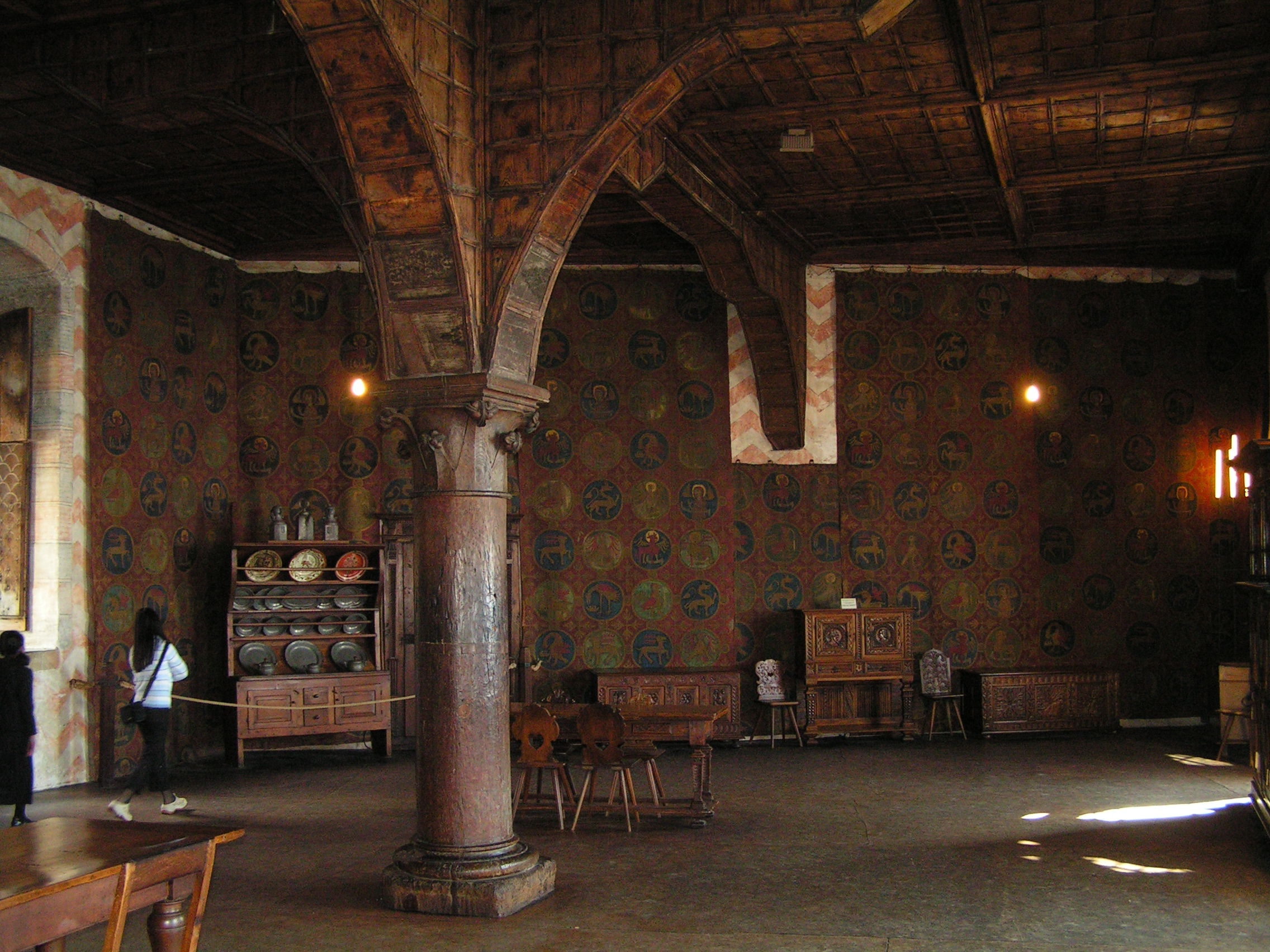
Interior do Castelo de Chillon.
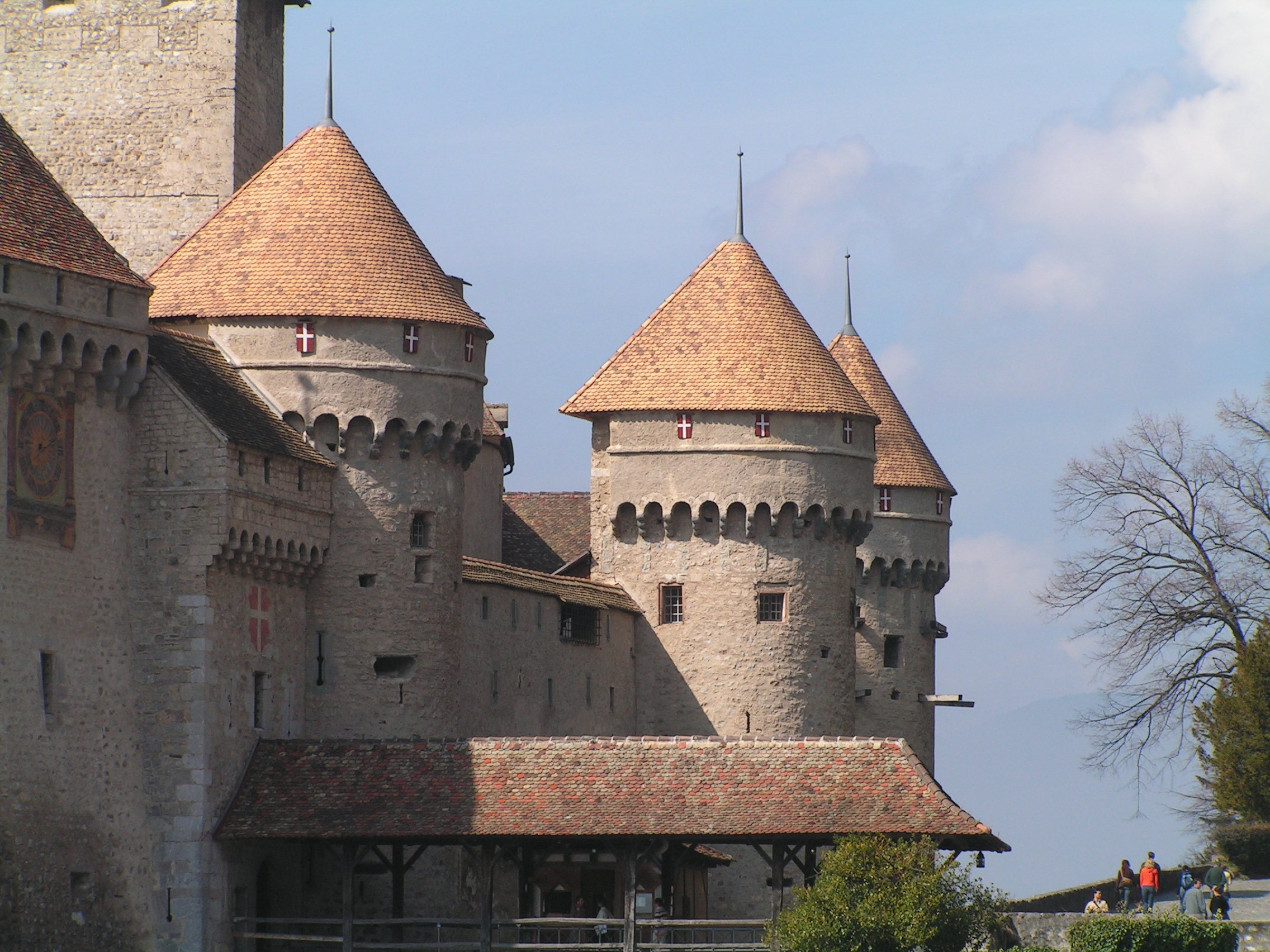
Torres da cerca do Castelo de Chillon.